# 延岡市コミュニティバス・乗合タクシー
延岡市コミュニティバス・乗合タクシーは、宮崎県延岡市において運行しているコミュニティバスおよび乗合タクシーである。

## 概要
合計24路線が運行されており、旧・北川町域を運行する4路線が「コミュニティバス」、それ以外が「乗合タクシー」となっている。

## 沿革
- 2012年4月 - 旧・北川町域でコミュニティバスの運行を開始[1]。
- 2014年11月 - ルート変更により、須佐 - 大武線の運行を開始[2]。
- 2016年10月1日 - 上中尾線の運行を開始[3]。
- 2017年4月1日 - ルート変更により、上三輪・貝の畑 - 岡富線の運行を開始[4]。
- 2022年4月1日 - 南部乗合タクシー櫛津・土々呂線、小野・石田線、赤水・鯛名線の運行を開始[5]。
- 2023年2月1日 - 南部乗合タクシー伊形線の運行を開始[5]。

## 路線
- 平成の大合併以前の延岡市、旧・北方町、旧・北浦町、旧・北川町域でそれぞれ運行する。
- 各路線とも、宮崎交通の路線バスへの乗り換えが可能となっているバス停がある。
- 運賃は全路線100円となっている。（中学生以下は無料）

### 乗合タクシー「旧延岡線」
各路線とも1往復の運行となっている。
また、伊形線のみ5人乗りの小型タクシー、その他の路線は10人乗りのジャンボタクシーで運行されている。
- 上三輪・貝の畑 - 祇園線（延岡共立病院行き）
  - 毎週月曜日に運行される。
  - 鹿越 - 水谷神社前間、野地町 - 県営住宅前間については、フリー乗降区間となっている。
  - 西階台 - 野地町間、イオン多々良店 - 延岡共立病院間のバス停については、宮崎交通のバス停と共用。
  - サンレー紫雲閣前バス停で、まちなか循環バスと接続する。

鹿越 - 伊原 - 小切畑 - 樫谷 - 細見 - 消防車庫前 - ライスセンター前 - 水谷神社前 - 天下 - 西階台前 - 西階運動公園 - すみれ団地前 - 大貫五丁目 - サンレー紫雲閣前 - 大貫四丁目 - しろやま支援学校前 - 野地町 - 県営住宅前 - 板野医院前 - スーパーキッド前 - マルショク前 - イオン多々良店 - 西区南 - 西区中 - 延岡共立病院
- 上三輪・貝の畑 - 祇園線（北小路コープ行き）
  - 毎週金曜日に運行される。
  - 鹿越 - 水谷神社前間、野地町 - 県営住宅前間については、フリー乗降区間となっている。
  - 西階台 - 野地町間、西岡富 - 北小路コープ前間のバス停については、宮崎交通のバス停と共用。
  - 黒木病院前バス停で、宮崎交通の路線バスと接続する。

鹿越 - 伊原 - 小切畑 - 樫谷 - 細見 - 消防車庫前 - ライスセンター前 - 水谷神社前 - 天下 - 西階台前 - 西階運動公園 - すみれ団地前 - 大貫五丁目 - サンレー紫雲閣前 - 大貫四丁目 - しろやま支援学校前 - 野地町 - 県営住宅前 - 板野医院前 - スーパーキッド前 - マルショク前 - 西岡富 - 黒木病院前 - 北小路コープ前
- 小川・平田 - 祇園線
  - 毎週火曜日に運行される。
  - 黒仁田 - 平田間については、フリー乗降区間となっている。
  - 平田バス停で、宮崎交通の路線バスと接続する。
  - 平田 - 北小路コープ前間については、往路は降車のみ、復路は乗車のみ可能となっている。

黒仁田 - 黒仁田営農集会所 - 津舟 - 小川研修センター - 小川 - みのり園前 - 曽木原営農研修場 - 荒谷地蔵尊前 - 岡元営農集会所 - 細見千葉橋 - 南方中学校入口 - 平田 - 板野医院前 - スーパーキッド前 - マルショク前 - 西岡富 - 黒木病院前 - 北小路コープ前
- 安井・神戸 - レーヨン線
  - 毎週火・金曜日に運行される。
  - 荒浦 - 川口間については、フリー乗降区間となっている。
  - 川口 - レーヨン前間については、往路は降車のみ、復路は乗車のみ可能となっている。

荒浦 - 安井小 跡 - 漁村センター前 - 神戸町 - 防災倉庫前 - 川口 - 那智入口 - 大門 - レーヨン前
- 須佐 - 大武線
  - 毎週水曜日に運行される。
  - 須佐営農集会所 - 鹿小路間、無鹿 - 大武タウン前間については、フリー乗降区間となっている。
  - 往路については、レーヨン前バス停で宮崎交通の路線バスと接続する。

須佐営農集会所 - 消防車庫前 - 鹿小路 - 無鹿 - 無鹿団地入口 - 恋島公民館 - 寺島児童公園 - 星雲高校前 - 資源倉庫前 - 大武タウン前 - 柚の木田公民館 - 延岡信用金庫前 - 大崎整形外科前 - レーヨン前
- 櫛津・土々呂線
  - 毎週火・金曜日に運行される。（祝日は運休）
  - 港ヶ丘 - 土々呂公民館前間、土々呂6丁目街区内、土々呂ニュータウン内については、フリー乗降区間となっている。
  - 一ヶ岡小学校入口 - 鶴ヶ丘公園間については、往路は降車のみ、復路は乗車のみ可能となっている。
  - 一ヶ岡小学校入口 - 北一ヶ岡間、旭ヶ丘入口、大福良団地、笹目橋 - 鶴ヶ丘公園間のバス停については、宮崎交通のバス停と共用。

往路：港ヶ丘→土々呂公民館前→平田トトロ医院前→土々呂コミュニティセンター前→櫛津公民館下→弘法大師堂→櫛津6組→土々呂町6丁目→浦上ヶ丘区公民館前→ファミリーマート前→尺間大神前→児童公園前→土々呂ニュータウン→Yショップ前→極楽寺→土々呂町2丁目→土々呂町1丁目→吉田病院→一ヶ岡小学校入口→県営住宅前→北一ヶ岡→旭ヶ丘5丁目→旭ヶ丘入口→大福良団地→マルミヤストア→笹目橋→塩浜三丁目→鶴ヶ丘公園
復路：鶴ヶ丘公園→塩浜三丁目→笹目橋→マルミヤストア→大福良団地→旭ヶ丘入口→旭ヶ丘5丁目→北一ヶ岡→県営住宅前→一ヶ岡小学校入口→吉田病院→土々呂町1丁目→土々呂町2丁目→極楽寺→Yショップ前→土々呂ニュータウン→児童公園前→尺間大神前→ファミリーマート前→港ヶ丘→土々呂公民館前→平田トトロ医院前→土々呂コミュニティセンター前→櫛津公民館下→弘法大師堂→櫛津6組→土々呂町6丁目→浦上ヶ丘区公民館前
- 小野・石田線
  - 毎週月・水曜日に運行される。（祝日は運休）
  - 笹目橋 - 旭ヶ丘入口間、北一ヶ岡 - 一ヶ岡小学校入口間のバス停については、宮崎交通のバス停と共用。

小野神社 - 消防車庫前 - 寺畑 - 冷尻 - 西の迫集会場奥 - 石田西の迫 - つわぶきの家下 - 石田公民館 - 平田東九州病院 - マルミヤストア - 笹目橋 - 塩浜三丁目 - 鶴ヶ丘公園 - 塩浜三丁目 - 笹目橋 - 大福良団地 - 旭ヶ丘入口 - 旭ヶ丘5丁目 - 北一ヶ岡 - 県営住宅前 - 一ヶ岡小学校入口
- 赤水・鯛名線
  - 毎週月・木曜日に運行される。（祝日は運休）
  - 外浦浜 - 妙見間については、フリー乗降区間となっている。
  - 一ヶ岡小学校入口 - 北一ヶ岡間、旭ヶ丘入口、大福良団地、笹目橋 - 鶴ヶ丘公園間のバス停については、宮崎交通のバス停と共用。

外浦浜 - 赤水 - 太田 - 名水小学校前 - 鯛名漁港 - 鯛名入口 - 桶河 - 妙見 - 土々呂郵便局前 - 避難タワー前 - 土々呂サービス前 - きよばあばのお弁当 - 極楽寺 - 土々呂町2丁目 - 土々呂町1丁目 - 吉田病院 - 一ヶ岡小学校入口 - 県営住宅前 - 北一ヶ岡 - 旭ヶ丘5丁目 - 旭ヶ丘入口 - 大福良団地 - マルミヤストア - 笹目橋 - 塩浜三丁目 - 鶴ヶ丘公園
- 伊形線
  - 毎週月・水曜日に運行される。（祝日は運休）
  - 大久保鐵工所前 - 松本水産前間、伊形地区の一部、プリエール駐車場 - サンレー間については、フリー乗降区間となっている。
  - 一ヶ岡小学校入口 - 北一ヶ岡間、旭ヶ丘入口、大福良団地、笹目橋 - 鶴ヶ丘公園間のバス停については、宮崎交通のバス停と共用。

大久保鐵工所前 - 上伊形公民館 - 松本水産前 - 友愛保育園前 - ヘアハウスモア前 - プリエール駐車場 - サンレー - 一ヶ岡小学校入口 - 県営住宅前 - 北一ヶ岡 - 旭ヶ丘5丁目 - 旭ヶ丘入口 - 大福良団地 - マルミヤストア - 笹目橋 - 塩浜三丁目 - 鶴ヶ丘公園

### 乗合タクシーさわやか号「北方線」
各路線とも1往復の運行で、国道218号を走行する区間を除き、フリー乗降区間となっている。また、北方町総合支所バス停で宮崎交通の路線バスに乗り換えが可能となっている。なお、祝日および年末年始は運休となる。
- 上中尾線
  - 毎週月曜日に運行される。

上中尾公民館 - 岩屋ヶ平公民館 - 小中尾 - 猪渡 - 後曽木 - 南久峠 - 北方町総合支所 - 図書館・宮谷歯科 - はなぶさ前 - 北方医院
- 美々地線
  - 毎週月・木曜日に運行される。

美々地神社前 - 美々地公民館下 - 美々地桶子 - 美々地小学校下 - 槇峰郵便局 - 日平 - 北方医院 - はなぶさ前 - 図書館・宮谷歯科 - 北方町総合支所
- 片内・菅原線
  - 毎週火・金曜日に運行される。

猪之内 - 片内 - 菅原公民館下 - 槇峰郵便局 - 滝下公民館 - 上崎 - 北方医院 - はなぶさ前 - 図書館・宮谷歯科 - 北方町総合支所
- 鹿川線
  - 毎週火・金曜日に運行される。

上鹿川今村橋 - 上鹿川小学校 - 下鹿川小学校  - 槇峰郵便局 - 北方医院 - はなぶさ前 - 図書館・宮谷歯科 - 北方町総合支所
- 二股線
  - 毎週水・土曜日に運行される。

二股橋 - 二股桑水流集会所 - 唐立 - 柏原 - 三椪小学校下 - 甲斐商店前 - うそ越橋 - さのぼり広場 - 垂水 - 北方町総合支所 - 図書館・宮谷歯科 - はなぶさ前 - 北方医院
- 猿渡線
  - 毎週水曜日に運行される。

久保 - 猿渡公民館 - 亀ヶ崎 - 早中営農研修館下 - 離島峰村宅下 - 北方医院 - はなぶさ前 - 図書館・宮谷歯科 - 北方町総合支所
- 三ヶ村線
  - 毎週水曜日に運行される。

三ヶ村公民館 - 八峡橋 - 尾払入口 - 蔵田公民館下 - 原田商店前 - 北方医院 - はなぶさ前 - 図書館・宮谷歯科 - 北方町総合支所
- 大保下線
  - 毎週木曜日に運行される。
  - 吐合バス停は往路は降車のみ、復路は乗車のみ可能となっている。

大保下 - 石上 - 頼木橋 - 大中尾公民館 - 北久公民館 - 柳瀬湯川百貨店前 - 下曽木駅前 - 曽木営農研修場 - 吐合 - 北方町総合支所 - 図書館・宮谷歯科 - はなぶさ前 - 北方医院
- 下崎・笠下黒原線
  - 毎週木曜日に運行される。

下崎 - 笠下黒原公民館 - 伊木原 - 笠下橋 - 北方町総合支所 - 図書館・宮谷歯科 - はなぶさ前 - 北方医院

### 乗合タクシー「北浦線」
各路線とも2往復の運行で、国道388号を走行する区間および浜中 - 高橋医院間を除き、フリー乗降区間となっている。また、古江バス停で宮崎交通の路線バスに乗り換えが可能となっている。なお、祝日は運休となる。
- 古江 - 三川内 - 下塚線
  - 毎週月・水曜日に運行される。

下塚 - 波帰の原 - 小長谷 - 上塚 - 上塚橋 - 三川内 - 仏越 - 歌糸 - 中村 - 蓬原 - イヤザメ - 地下 - 公民館前 - 中の内 - 北浦町総合支所 - 浜中 - 保健福祉センター - 古江 - 高橋医院
- 古江 - 三川内 - 梅木・大井・市尾内線
  - 毎週火・木曜日に運行される。

市尾内 - 野々水流 - 柚ヶ原橋 - 大井洞 - 大井 - 波帰橋 - 梅木郵便局 - 三川内 - 仏越 - 歌糸 - 中村 - 蓬原 - イヤザメ - 地下 - 公民館前 - 中の内 - 北浦町総合支所 - 浜中 - 保健福祉センター - 古江 - 高橋医院
- 古江 - 三川内線
  - 毎週金曜日に運行される。

三川内 - 仏越 - 歌糸 - 中村 - 蓬原 - イヤザメ - 地下 - 公民館前 - 中の内 - 北浦町総合支所 - 浜中 - 保健福祉センター - 古江 - 高橋医院

### コミュニティバス「北川線」
各路線とも往路2便・復路3便の運行で、国道10号・国道326号（一部）を走行する区間を除き、フリー乗降区間となっている。また、北川町総合支所バス停で宮崎交通の路線バスに乗り換えが可能（宮崎交通側は熊田バス停）となっている。なお、祝日および年末年始は運休となる。
- 上赤線
  - 毎週月・水・木曜日に運行される。

黒内 - 上赤 - 椎谷 - 仁田ノ内 - 下赤 - 八戸 - 深崎 - 替崎 - 惣下 - 屋形原 - 白石 - 北川町総合支所 - 曽立 - 北川診療所 - 道の駅北川はゆま
- 下塚線
  - 毎週火・水・金曜日に運行される。

陸地 - 柚ヶ内 - 矢ヶ内 - 松葉 - 松葉吐 - 本下塚 - 抱石 - 茅場 - 池ノ原 - 松瀬 - 鐙 - 葛葉 - 伊掛 - 本市棚 - 市棚橋 - 本深瀬 - 伊良原 - 北川町総合支所 - 曽立 - 北川診療所 - 道の駅北川はゆま
- 瀬口線
  - 毎週月・火・木曜日に運行される。

惣別当 - 多良田 - 平野 - 石原 - 栗木 - 瀬口集会所 - 本瀬口 - 市棚橋 - 本深瀬 - 六条 - 細見 - 舞見田 - 楠木原 - 北川町総合支所 - 曽立 - 北川診療所 - 道の駅北川はゆま
- 家田線
  - 毎週月・火・木曜日に運行される。

長谷橋 - 藤迫 - 家田集会所 - 陰 - 松内 - 日なた - 川坂集会所 - 山の手 - 鳥居前 - 北川町総合支所 - 曽立 - 北川診療所 - 道の駅北川はゆま